# Dungarpur (Staat)

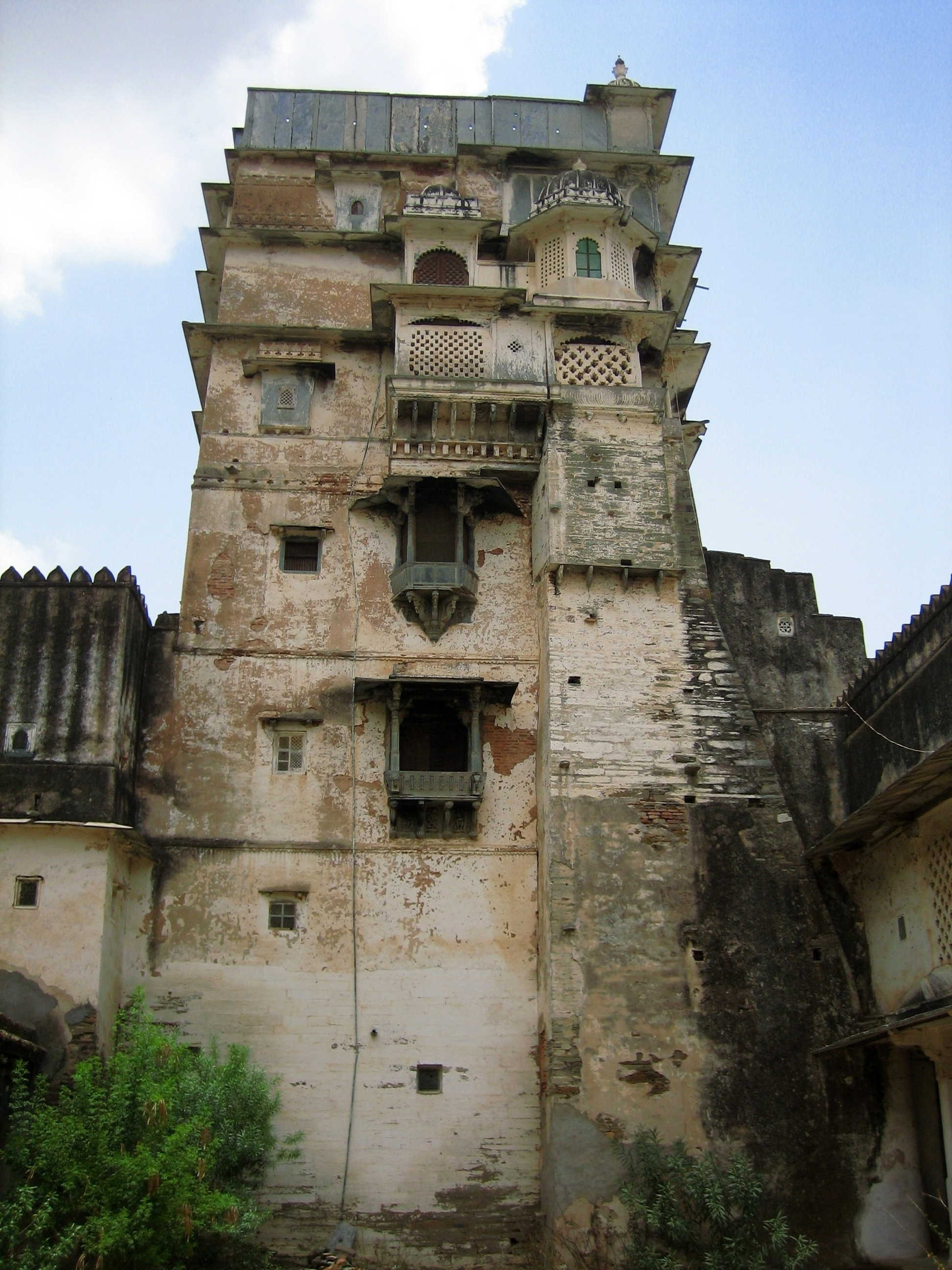
Blick auf den Juna-Mahal-Palast in Dungarpur

Dungarpur (Hindi: डूंगरपुर, Ḍūṇgarpur) war einer der Fürstenstaaten der Rajputen im heutigen Rajasthan (Britisch-Indien), benannt nach der gleichnamigen Hauptstadt. Die Fürsten von Dungarpur aus der Dynastie Sisodia stammen von den Fürsten von Mewar ab. 1197 gründete Rawal Samant Singh, der älteste Sohn des Rana von Mewar, einen eigenen Fürstenstaat. Dieser kam im 16. Jahrhundert unter die Oberhoheit der Großmoguln. 1527 wurde Banswara durch Erbteilung abgetrennt. Jashwant Singh II. (1808–45) nahm den Titel Mararawal, Shri Bijay Singh Bahadur (1898–1918) den Titel Rai-e-Raian Maharawal an. In den Marathenkriegen suchte Dungarpur britischen Schutz und war 1818–1947 britisches Protektorat. Ein großer Teil der Bevölkerung gehörte zum indigenen Volk der Bhil.
1877 wurde eine eigene Staatspost gegründet, die ab 1933 auch Briefmarken herausgab. Dungapur hatte 1941 eine Fläche von 3781 km² und 260.000 Einwohner. Der Maharawal trat am 25. März 1948 der Union von Rajasthan bei. Am 7. April 1949 erfolgte der Anschluss an Indien und am 1. November 1956 die Auflösung des Fürstenstaats.